# Feel the passion
«Feel the passion» (en español: Siente la pasión) es una canción interpretada por la cantante albanesa Aurela Gaçe en inglés, compuesta por Shpëtim Saraçi y escrita por Sokol Marsi. La canción ganó la 49° edición del festival musical Festivali i Këngës, donde interpretó la canción bajo el nombre de "Kënga ime" (Mi canción) el 25 de diciembre de 2010, y representó a Albania en el Festival de la Canción de Eurovisión 2011, celebrado en la ciudad de Düsseldorf, Alemania. La canción fue traducida al inglés para participar en Eurovisión, obteniendo el nombre de "Feel the passion". Aurela grabó el video oficial de la canción en los Estados Unidos a mediados de 2011.
Se presentó en la tercera posición de la primera semifinal del Festival de Eurovisión y finalizó en el 14° puesto con 47 puntos, quedando fuera de la final.